# Senna mollissima
Senna mollissima là một loài thực vật có hoa trong họ Đậu. Loài này được (Willd.) H.S.Irwin & Barneby miêu tả khoa học đầu tiên.